# Ludwig Zachariae
Ludwig August Maximilian Leopold Zachariae (* 1844; † 1881) war ein preußischer Verwaltungsjurist und Landrat im Kreis Buk (1874–1881).

## Leben
Zachariae begann seine berufliche Tätigkeit als Regierungsreferendar 1868 in Erfurt und wirkte ab 1872 als Regierungsassessor bei der Regierung in Posen. 1873 bis 1874 war er beurlaubt zur Tätigkeit bei einer Privateisenbahn. Ab 1874 amtierte Zachariae als Landrat in Buk, Provinz Posen.